# Prostitución en Nigeria

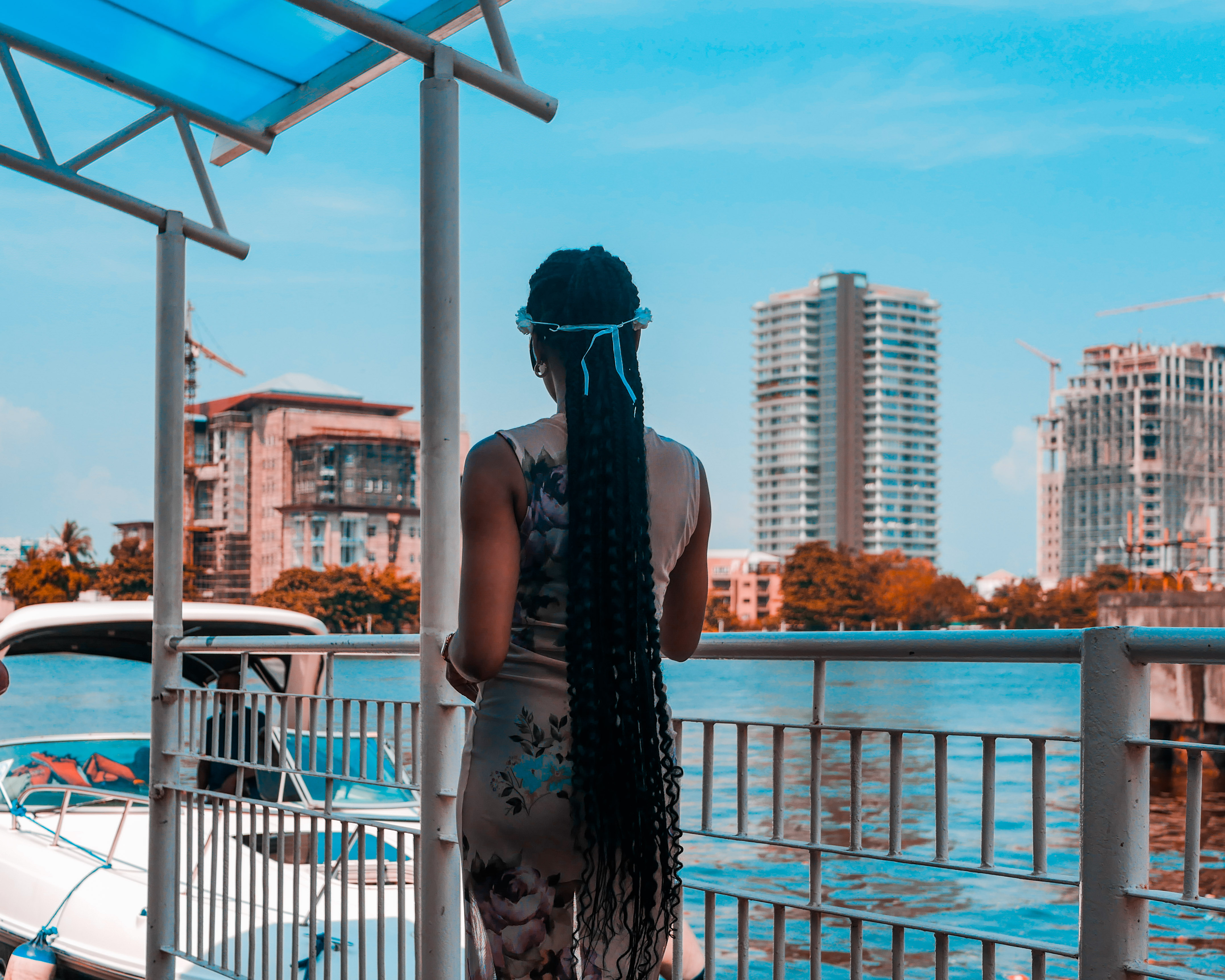
La ciudad de Lagos es el principal centro de la prostitución en Nigeria.

La prostitución en Nigeria es ilegal en todos los estados del norte que practican la sharía. En el sur del país, las actividades de proxenetas o madamas, la prostitución de menores y la explotación o propiedad de burdeles están penalizadas en virtud de los artículos 223, 224 y 225 del Código Penal nigeriano. Aunque la legislación nigeriana no legaliza el trabajo sexual comercial, es imprecisa si dicho trabajo lo realiza un individuo independiente que opera por su cuenta sin recurrir a proxenetas o a un burdel.
El sistema penal nigeriano prohíbe la trata nacional y transnacional de mujeres con fines de comercio sexual o trabajos forzados. Nigeria es signataria del Protocolo de las Naciones Unidas para prevenir, reprimir y sancionar la trata de personas, especialmente mujeres y niños, del año 2000. ONUSIDA calcula que hay más de 103 000 prostitutas en el país.

## Historia

### Prácticas sexuales en la Nigeria precolonizada
Las ideas coloniales en torno al sexo y la sexualidad femenina afectaron a la forma de ver las prácticas sexuales de las mujeres nigerianas. En la Nigeria precolonial había muchos puntos de vista alternativos sobre la sexualidad femenina, junto con prácticas sexuales diferentes.
Tradicionalmente, en Nigeria se hacía mucho hincapié en la castidad. Se instituyeron ciertas costumbres y prácticas para disuadir a las jóvenes de mantener relaciones sexuales prematrimoniales. Una de ellas se denominaba ritos de engorde o mbokpo, que practicaban los efik en el sur de Nigeria y los annang de Ikot Ekpene en el estado de Akea Ibom. Las jóvenes eran recluidas durante algún tiempo, dependiendo de la riqueza de sus familias, y recibían visitas de mujeres mayores que las alimentaban y les enseñaban las leyes de la tierra y los deberes maritales. Entre estos deberes estaban el cuidado de los niños, la limpieza, la costura, la cocina y cómo actuar ante el marido. Junto a esto, las niñas recibían información sobre los delitos sexuales, el adulterio y las relaciones prematrimoniales, que eran castigados con la muerte por Ekpo Nka-Owo, una deidad que castiga a las mujeres infieles. A menudo se descubría que una niña soltera estaba embarazada; era sometida a la humillación de ser paseada desnuda por las calles, mientras los aldeanos arrojaban objetos o se mofaban.
A pesar de que la castidad entre las jóvenes gozaba de gran estima, los estudiosos revelan una variedad de interacciones sexuales socialmente permitidas fuera del matrimonio. Un ejemplo de ello es la poligamia. Un estudio realizado por Delius y Glasier concluyó que el matrimonio en las sociedades africanas no tenía tanto que ver con el control de la sexualidad de la mujer como con la productividad laboral. En las sociedades yorubas, las mujeres se casaban con otras mujeres si eran estériles o tenían pocos hijos. En Lagos y otras comunidades yorubas, las mujeres también podían mantener relaciones con hombres que no fueran sus maridos (con la aprobación de éstos). Los hombres que buscaban relaciones ilícitas llevaban cosas como carnes, vinos de palma y otros regalos monetarios para recibir la aprobación del marido.
A mediados y finales del siglo XIX, el concubinato también se generalizó en Nigeria debido al transporte masivo de esclavos. Muchos de los hombres jóvenes que no habían sido tomados como esclavos no podían pagar los elevados precios de la novia por mujeres que tenían valor por sus funciones reproductivas y económicas. Para los hombres que no tenían medios económicos para casarse, tomar mujeres esclavas era una vía aceptada.

### Antes de la independencia: Lagos
Nigeria estuvo bajo dominio colonial británico hasta la década de 1960. Su presencia apenas pasó desapercibida e influyó tanto en la creación de la prostitución en Nigeria como en el estigma que conllevaba. Una de las aportaciones que los británicos trajeron a Lagos fue la economía monetaria, que hizo posible el negocio de la prostitución. A partir de principios del siglo XX, la creciente importancia económica de Lagos como puerto marítimo y capital cambió el panorama político y económico de la ciudad y contribuyó a la llegada de nigerianos del interior. Los cambios demográficos y comerciales también se extendieron a la mercantilización del sexo y, en 1910, los servicios sexuales comerciales se habían convertido en algo habitual.
Investigadores como Saheed Aderinto sostuvieron que la prostitución solo fue posible en grandes ciudades como Lagos, donde la población pasó rápidamente de 5 000 habitantes a un cuarto de millón en más de un siglo. La idea es que la pobreza aumentó con la población, lo que fomentó la entrada de niños en el mundo laboral; como resultado, las niñas trabajaban como "buhoneras" en Lagos. En 1916, el gobierno colonial promulgó una ley que prohibía la prostitución de mujeres, pero la ley no definía la prostitución. La ley fue aplicada discrecionalmente por el gobierno y se toleró el trabajo sexual comercial siempre que no provocara molestias públicas.
En un país impregnado de sentimientos religiosos y moralistas tradicionales, el trabajo sexual no era tolerado por algunas mujeres de la comunidad. En 1923, la Liga de Mujeres de Lagos, una organización femenina de élite, escribió una petición al jefe de policía solicitando la anulación de las restricciones impuestas a la contratación de mujeres como agentes de policía. La petición se redactó, en parte, para frenar el aumento de la prostitución y también el patrocinio de prostitutas por parte de agentes masculinos.
También pedían al gobierno que se ocupara de la situación en Lagos, ya que afirmaban que se estaba convirtiendo en el "cuartel general" de la prostitución. En respuesta, el secretario Donald Cameron recalcó que la policía de la colonia se ocupaba de cualquier prostituta que hubiera causado algún tipo de trastorno al público. La organización de mujeres de élite quería una política real y siguió pidiendo al gobierno que hiciera algo con respecto a las prostitutas. En concreto, pedían que se las reubicara en sus países de origen, ya que muchas de ellas no habían nacido en Nigeria. La opinión pública también criticaba el comercio sexual, relacionándolo con la delincuencia juvenil. 
En los años 1930, las prostitutas estaban vinculadas a grupos de delincuentes famosos, como los Jagudas y los Boma boys de Lagos, y empezaron a llamarse Ashewo o personas que cambian dinero por billetes de menor valor. Durante el periodo anterior a la Segunda Guerra Mundial, las trabajadoras del sexo solicitaban clientes en burdeles, cines y bares de hoteles de los distritos de Broad St, Breadfruit, Labinjo, Martins, Porto Novo Market- y Taiwo, en la Isla de Lagos.
En Lagos, el trabajo sexual comercial lo ejercían mayoritariamente personas no nativas de Lagos. Muchas de las trabajadoras regresaban a veces a su tierra natal con suficiente dinero como para ganarse la ira de los hombres, que no estaban acostumbrados a que las mujeres fueran más ricas que ellos. Los esfuerzos realizados por la Liga de Mujeres de Lagos no fueron suficientes para provocar un cambio real en el negocio de la prostitución, la verdadera vigilancia policial no se produjo hasta la década de 1940.
Tras el inicio de la Segunda Guerra Mundial, los oficiales británicos empezaron a temer cualquier relación entre las altas tasas de enfermedades venéreas en los soldados de la Fuerza Fronteriza de África Occidental y las relaciones sexuales promiscuas con prostitutas. Esto se vio respaldado por el hecho de que en 1942 había un 43,2 % de contracciones de enfermedades venéreas en la WAFF; se informó de que estas cifras de contracción eran superiores a las de la malaria y cualquier otra afección. A medida que aumentaban las tasas de enfermedades venéreas, también lo hacía el pánico.
Pronto se rumorearía que la gonorrea africana tenía una tasa de mortalidad superior a la de cualquier otro tipo. Durante este periodo, la prostitución forzada de adolescentes se estaba convirtiendo en algo habitual. La combinación del miedo a las enfermedades venéreas, la prostitución infantil y el control de la delincuencia juvenil creó un nuevo impulso para prohibir la prostitución. 
En 1941, se formó una brigada antivicio para perseguir a los delincuentes basándose en dos leyes de nueva creación, la Ordenanza de Prohibición de la Guía sin Licencia y la Ordenanza de Enfermedades Venéreas. La primera era también conocida informalmente como la ley de vagancia, cuyo objetivo era limitar la relación entre los turistas sexuales extranjeros y las prostitutas. La ley exigía que los vigilantes turísticos obtuvieran una licencia para poder realizar su trabajo. La ley iba dirigida tanto a los jóvenes delincuentes, considerados los proxenetas, como a las prostitutas.
Además, las prostitutas que merodeaban por la calle y se insinuaban a los turistas eran detenidas por la brigada antivicio. En 1942 se construyó en Lagos un albergue para rehabilitar a las prostitutas menores de edad y un año después se aprobó la Ordenanza sobre Niños y Jóvenes, que prohibía la prostitución infantil. El gobierno colonial también creó un departamento de bienestar y servicios sociales para gestionar el albergue y la rehabilitación de las prostitutas infantiles. En 1946 se promulgó un conjunto de leyes que definían claramente la prostitución y su prohibición.

### Prostitución infantil
En muchos países en vías de desarrollo, la mala situación económica de los padres puede repercutir en la educación de los niños, lo que a menudo crea circunstancias en las que los niños tienen que ayudar económicamente a sus familias. Para muchas niñas, esto significa dedicarse a actividades económicas de explotación, como la prostitución. Para algunas niñas de Nigeria, especialmente las adolescentes, se ha indicado que la prostitución se está convirtiendo en una "ocupación". Innumerables niñas se colocan en lugares estratégicamente geográficos, como clubes nocturnos o bares. Bamgbose afirmó que, al parecer, las adolescentes compiten con mujeres mayores que dominan el mercado. Hay que dejar claro que la prostitución infantil no es un problema que afecte solo a Nigeria, un informe publicado por la Marcha Mundial contra el Trabajo Infantil muestra que niños de todo el mundo ejercen la prostitución.
Muchas jóvenes también participan involuntariamente en la prostitución, a través de los métodos de la trata. Los traficantes suelen captar a las vulnerables con promesas de mejores condiciones en otros lugares. Las jóvenes pueden ser engañadas con promesas de oportunidades económicas con mayores ingresos que los disponibles en sus comunidades locales, junto con promesas de formación profesional y educación. Algunos de los empleos que se prometen son en mercados de ultramar, como Europa, y a estas niñas se les dice que tendrán oportunidades de trabajar como niñeras, limpiadoras, peluqueras... En ocasiones, los traficantes utilizan objetos monetarios como ropa, dinero y comida para demostrar su capacidad para cuidar y ayudar a las personas.

### Situación en el s. XX: tolerancia y aumento del tráfico sexual
Tras la independencia en 1960, los burdeles y la prostitución que habían sido prohibidos a mediados de la década de 1940 comenzaron a surgir de nuevo. El departamento de bienestar y servicios sociales creado para rehabilitar a las prostitutas menores de edad comenzó a reducir sus investigaciones al respecto. A principios de la década de 1980, la prostitución callejera se convirtió en algo habitual. En 1987, el Centro de Mujeres de Nigeria redactó un comunicado de prensa sobre el acoso, la agresión y la violación de prostitutas por parte de miembros de las fuerzas del orden.
El trabajo sexual comercial transnacional empezó a crecer hasta convertirse en un negocio en la década de 1980. A mediados de dicha década, la trata de mujeres hacia países europeos como Italia empezó a cobrar fuerza. En muchos de los casos, hubo ejemplos de coacción. La coacción se daba en situaciones en las que se pedía a las mujeres o adolescentes que iban a ser traficadas que hicieran un juramento administrado por un sacerdote yuyu. Los sacerdotes se llevaban algunos objetos personales, como fluidos corporales, para guardarlos o utilizarlos para prestar el juramento y sellar el acuerdo. Cuando las mujeres llegan al país de destino quedan inmediatamente en deuda con el traficante por los gastos de transporte y alojamiento y tendrán que saldar la deuda antes de ser liberadas, si es que lo son alguna vez. La Oficina de Vigilancia y Lucha contra la Trata de Personas del Departamento de Estado de los Estados Unidos clasificó en 2023 a Costa de Marfil como país de "nivel 2".
Algunos estudiosos han afirmado que la prostitución en Nigeria aumentó como consecuencia del efecto económico adverso de la caída del precio del petróleo a principios de los 1980, seguida de la aplicación de programas de ajuste estructural a mediados de esa década. En estos años, los burdeles empezaron a surgir en las ciudades y a las prostitutas que se trasladaban a ellas se les cobraba un alquiler diario por el alojamiento. La década de 1980 también contribuyó al comienzo de la prostitución a tiempo parcial por parte de jóvenes licenciadas y estudiantes.
En Ciudad de Benín, el barrio rojo se encuentra en torno a la calle Ugbague. Comenzó a ser una zona de prostitución en la década de 1940, cuando llegaron a la zona mujeres jóvenes de otros estados. Las mujeres son conocidas localmente como asewo.

### SigloXXI
El trabajo sexual comercial y la trata de personas siguen prosperando en Nigeria. Según las estimaciones del Instituto Interregional de las Naciones Unidas para Investigaciones sobre la Delincuencia y la Justicia, entre 2000 y 2009 ejercieron la prostitución en Italia entre 8 000 y 10 000 mujeres de ascendencia nigeriana. El trabajo comercial transfronterizo también recurrió a la reinstauración de la trata de menores con fines sexuales. Un enviado nigeriano en Costa de Marfil observó la frecuencia de niñas adolescentes entre las trabajadoras comerciales nigerianas en Abiyán.
En Nigeria, la forma más común de trabajo sexual se encuentra en los burdeles o en las residencias de las trabajadoras del sexo.El aumento constante de jóvenes estudiantes y licenciadas desempleadas que utilizan el sexo para obtener ingresos y actúan como prostitutas a tiempo parcial o prostitutas a domicilio, o a veces llamadas chicas Aristo, está cambiando las estrategias utilizadas por las trabajadoras del sexo. Estas jóvenes licenciadas y estudiantes utilizan los servicios de proxenetas y call-ups como modus operandi, mientras que algunas frecuentan bares y restaurantes. Otras formas de prostitución son: "síndrome del sugar daddy", "novias nocturnas" y "prostitutas flotantes". El síndrome del "sugar daddy" suele darse cuando una chica joven intercambia favores sexuales en una relación con un hombre mayor adinerado, no son como los enganches, ya que la duración de esta relación es mucho más larga. Las novias nocturnas y las prostitutas flotantes son lo mismo que las chicas Aristo, que suelen ser trabajadoras a tiempo parcial que pasean por la noche por las principales ciudades a la espera de ser recogidas por clientes principalmente extranjeros.
En algunos casos, los porteros o personal de hoteles actúan como proxenetas y enlaces entre los nigerianos de clase alta y las prostitutas. Estas últimas, en su mayoría al servicio de ciudadanos de clase alta y extranjeros, están mejor pagadas que las trabajadoras del sexo en los burdeles. Casi dos tercios de las trabajadoras del sexo de los burdeles y de la calle son comerciantes, chicas de bar, peluqueras o tienen un segundo tipo de trabajo. Los burdeles están prácticamente en todas las grandes ciudades de Nigeria y ofrecen la forma más barata de servicio. Los burdeles están situados en distritos muy poblados y en barrios marginales dentro de la ciudad. Tras la pandemia de coronavirus en Nigeria, debido al auge del fraude y las estafas por Internet perpetuado por muchos jóvenes nigerianos, muchas jóvenes nigerianas también han buscado medios rápidos de obtener grandes ingresos fuera de los trabajos y negocios tradicionales. 
Debido a la continua espiral descendente de la economía nigeriana, al desempleo general y a los cambios en las normas morales de la actual generación de jóvenes, muchas mujeres jóvenes de entre 19 y 29 años, incluidas estudiantes universitarias, han recurrido a la prostitución o a su título eufemístico Hookup como medio para alcanzar la autosuficiencia o estilos de vida materiales o de lujo. La prostitución clandestina se diferencia de la prostitución tradicional en que es discreta, está mejor remunerada y es más difícil de perseguir. Gracias a Internet y a las redes sociales, el Hookup es ahora muy común en prácticamente toda Nigeria, especialmente en ciudades como Lagos.
En 2003 se promulgó la Ley de Prohibición de la Trata de Personas y se creó una agencia, la Agencia Nacional para la Prohibición de la Trata de Personas, encargada de la trata de seres humanos en el país.

#### Prostitución corporativa
En la década de 2000 empezó a cobrar notoriedad otra forma de prostitución, conocida como prostitución corporativa, un fenómeno relativamente nuevo y limitado sobre todo a las instituciones financieras. En 2004, un sindicato de banqueros amenazó con ir a la huelga debido a las denuncias de que algunas empleadas se acostaban con hombres para obtener cuentas. Aunque la mayoría de las instituciones financieras no obligan a las mujeres a realizar actividades sexuales para cumplir objetivos financieros, se da a entender que muchos bancos no están en contra de estas acciones. En 2010, se celebraron audiencias en la Cámara de Representantes sobre el Proyecto de Ley para Prohibir la Prostitución Corporativa y la Explotación de Mujeres y para Otros Asuntos Relacionados.

## Estadísticas sobre profesionales del sexo
En una encuesta realizada entre profesionales del sexo, casi dos tercios de ellas, es decir, el 63 %, afirmaron haber empezado a ejercerlo antes de los 19 años. La mayoría (63 %) trabaja en burdeles. Debido a la percepción negativa que la opinión pública tiene del trabajo sexual comercial, el 88 % de las trabajadoras ejercen en ciudades alejadas de su lugar de origen. La mayoría proceden de hogares con bajos ingresos. Las trabajadoras del sexo reciben formación de un profesional de más edad o de un proxeneta antes de empezar a trabajar. Las lecciones de formación se refieren a cómo tratar a un hombre difícil, las ETS y la autodefensa. Un gran número de trabajadoras del sexo tenía poca información sobre las infecciones de transmisión sexual y la mayoría mencionó que no acudía a una clínica para recibir tratamiento.
El África subsahariana cuenta con cerca del 60 % de la población mundial que vive con el sida a pesar de que sólo representan el 10 % de la población. En 2002, había un total de 3,47 millones de personas que vivían con el sida en Nigeria. Las trabajadoras del sexo nigerianas tienen un 50 % más de posibilidades de contraer el VIH/sida. La mayoría de las contracciones derivan de relaciones heterosexuales. En 2005, hubo más de 200 000 muertes por VIH/sida.